# Hōjō Tokiyuki (scoutisme)
Hōjō Tokiyuki (scoutisme) est un nom japonais traditionnel ; le nom de famille (ou le nom d'école), Hōjō, précède donc le prénom (ou le nom d'artiste).
Hōjō Tokiyuki (北条 時敬) (23 mars 1858 - 27 avril 1929) est un mathématicien et homme politique japonais de l'ère Meiji qui fut le 12e directeur de l'école pour aristocrates Gakushūin et l'un des premiers membres du mouvement scout du Japon.

## Biographie
Fils d'un samouraï au service du clan Maeda du domaine de Kanazawa (dans l'actuelle préfecture d'Ishikawa, la famille de Hōjō prétend descendre du fameux clan Hōjō de Kamakura. Son nom de naissance est Kumejirō.
En 1885, Hōjō sort diplômé de mathématique de l'université impériale de Tokyo. Il est employé comme professeur à l'école technique préfectoral Ishikawa dans sa ville natale de Kanazawa, mais retourne à l'université de Tokyo en 1888 pour continuer des études. En 1894, il devient vice-principal du lycée de Yamaguchi, puis principal en 1896. En 1898, cependant, il est transféré à l'école technique Ishikawa qui est renommé 4e lycée. Puis il est transféré en 1902 principal en chef du lycée normal de Hiroshima (actuelle université de Hiroshima).
En 1908, Hōjō assiste à une conférence internationale sur la morale à Londres sur la demande du ministre japonais de la Culture, Makino Nobuaki. L'un des raisons de ce voyage est de mener une étude du mouvement scout britannique et ses applications possibles dans le programme d'éducation japonais pour instiller la morale dans les écoles. Il retourne au Japon avec des uniformes scouts et des documents sur le scoutisme, et joue un rôle central dans la promotion du mouvement scout japonais à Hiroshima et dans tout le Japon.
En 1913, Hōjō est nommé président de l'université impériale du Tōhoku. Il devient directeur de l'école pour aristocrates Gakushūin en 1917. En 1920, Hōjō devient conseiller de la famille impériale japonaise et est nommé membre de la chambre des pairs du Japon. Il meurt d'un cancer du foie en 1929.